# محمد بن عبد الله ديون
 محمد بن عبد الله ديون من مواليد 22 سبتمبر 1959 في غوساس، منطقة فاتيك، هو سياسي ومهندس كمبيوتر سنغالي. عمل سابقًا في البنك المركزي لدول غرب أفريقيا (BCEAO) ومنظمة الأمم المتحدة للتنمية الصناعية. يشغل ديون منذ يوليو 2014 منصب رئيس وزراء السنغال خلفًا لاميناتا توريه. وهو رئيس الوزراء الثالث للسنغال في عهد الرئيس مكي سال.